# Câlins et bisous
Câlins et bisous (hugs and kisses), souvent abrégé XOXO est un terme utilisé pour exprimer sa sincérité, sa foi, son amour ou son amitié à la fin d'une lettre écrite, d'un courrier électronique ou d'un SMS, principalement en anglais. 

## Origines
La coutume de placer un «X» sur les enveloppes, les notes et au bas des lettres pour symboliser des baisers remonte au Moyen Âge, quand une croix chrétienne était dessinée sur les documents ou les lettres pour signifier sa sincérité, sa foi et son honnêteté. Le ou la signataire plaçait ensuite un baiser sur la croix en guise de démonstration de son serment. Il était également utilisé dans l’histoire chrétienne primitive avec la même fonction. 
Comme la plupart des gens du peuple ne savaient ni lire ni écrire, il était coutume de placer un «X» sur ses documents et de déposer un baiser par dessus en signe de sincérité. Le Chi Rho, souvent représenté par la lettre «X», a également été utilisé comme symbole sacré tout au long de l'histoire chrétienne, car il représentait le mot grec pour Christ ΧΡΙΣΤΟΣ. Cela a donné lieu à la pratique d'utiliser la lettre «X» que l'on embrassait ensuite pour symboliser un serment sacré,. 
Des spéculations sur Internet, étayées par au moins une source originale, affirment que le «O» est d'origine nord-américaine. À leur arrivée aux États-Unis, les immigrants juifs, dont la plupart avaient le yiddish comme langue maternelle, auraient utilisé le «O» pour signer leurs documents (n'utilisant alors pas le symbole de la croix ), et les commerçants remplaçaient souvent le «X» par un «O» au moment de signer leurs documents,. 